# Herzblut
Herzblut es el título del sexto álbum de estudio del grupo alemán de folk rock, dArtagnan. Lanzado el 12 de julio de 2024 bajo producción de Sony Music. El álbum cuenta la participación de los músicos Melissa Bonny (de Ad Infinitum), Rafa Blas (de Mägo de Oz), Clémentine Delauney y Michele Guaitoli (de Visions of Atlantis).

## Lista de canciones
| CD 1  |                                                           |                                                                               |          |  |
| N.º   | Título                                                    | Escritor(es)                                                                  | Duración |  |
| 1.    | «Ruf der Freiheit»                                        | Ben Metzner                                                                   | 3:16     |  |
| 2.    | «Herzblut»                                                | Ben Metzner, Tim Bernard                                                      | 3:16     |  |
| 3.    | «Dem Himmel Entgegen»                                     | Ben Metzner, Simon Michael Schmitt                                            | 3:05     |  |
| 4.    | «Mosqueteros»                                             | Ben Metzner                                                                   | 3:15     |  |
| 5.    | «Coeur De La Mer»                                         | Ben Metzner                                                                   | 3:06     |  |
| 6.    | «Rollt Rein»                                              | Ben Metzner                                                                   | 3:15     |  |
| 7.    | «Königin»                                                 | Ben Metzner, Tim Bernard                                                      | 3:32     |  |
| 8.    | «Rosenrot» (Adaptación del tema tradicional Greensleeves) | Ben Metzner, Tradicional                                                      | 3:30     |  |
| 9.    | «Freudenhaus»                                             | Ben Metzner, Tim Bernard                                                      | 3:18     |  |
| 10.   | «Klingen Kreuzen»                                         | Ben Metzner                                                                   | 3:03     |  |
| 11.   | «König Der Korsaren»                                      | Ben Metzner                                                                   | 2:50     |  |
| 12.   | «Hey Brother» (Cover del tema Hey Brother de Avicii)      | Tim Bergling, Ash Pournouri, Salem Al Fakir, Vincent Pontare, Veronica Maggio | 3:44     |  |
| 39:10 |                                                           |                                                                               |          |  |

| CD 2  |                                                         |              |          |  |
| N.º   | Título                                                  | Escritor(es) | Duración |  |
| 1.    | «The Riddle» (Cover del tema The Riddle de Nik Kershaw) | Nik Kershaw  | 3:07     |  |
| 2.    | «Cheers My Friend»                                      | Tradicional  | 2:52     |  |
| 3.    | «La Jument De Michao»                                   | Tradicional  | 2:51     |  |
| 4.    | «The Two Ravens»                                        | Tradicional  | 3:51     |  |
| 5.    | «Greensleeves»                                          | Tradicional  | 3:29     |  |
| 16:10 |                                                         |              |          |  |

## Créditos

### Alineación principal
- Ben Metzner - Voz principal, Gaita, Uilleann pipes, Flauta irlandesa
- Tim Bernard - Guitarra acústica, Buzuki irlandés y Coros
- Haiko Heinz - Guitarra eléctrica y Coros
- Sebastian Baumann - Bajo
- Gustavo Strauss - Violín y Coros
- Matthias Böhm - Batería

### Músicos invitados
- Melissa Bonny - Voz y coros en el tema Herzblut
- Rafa Blas - Voz y coros en el tema Mosqueteros
- Clémentine Delauney - Voz y coros en el tema The Riddle
- Michele Guaitoli - Voz y coros en el tema The Riddle
- Fiddler's Green (Pat Prziwara, Ralf Albers) - Coros en el tema Cheers My Friend
- Ye Banished Privateers (Björn Malmros, Jim Sundström, Magda Andersson, Martin Jonson Gavelin) - Coros en el tema Cheers My Friend

### Producción
- Producido por Felix Heldt y Ben Metzner.
- Grabado y mezclado por Felix Heldt.
- Grabación del violín por Simon Michael Schmitt en Great Hall Studio.
- Grabación del tema Mosqueteros por Marco Dettoni en Valhalla Studio.
- Masterizado por Christoph Beyerlein.

### Diseño
- Holger Fichtner - Diseño gráfico